# City Hunter: La muerte de Ryo Saeba
City Hunter: La muerte de Ryo Saeba (シティーハンター 緊急生中継!? 凶悪犯冴羽獠の最期 Shitī Hantā Kinkyū namachūkei!? Kyōakuhanzai Saeba Ryō no saigo?) es el tercer especial basado en el anime y manga City Hunter de Tsukasa Hojo. Se estrenó en Japón el 23 de abril de 1999. Ha sido licenciado en España por Jonu Media y emitido en Buzz.

## Argumento
Un viejo amigo de Ryo, Jack Knife, actual presidente de Megacity Television, tiende una trampa a Ryo. De esta manera, intenta poner a prueba a Ryo para, en caso de que sobreviva, enfrentarse a él.
Para ello, una vieja amiga de ellos, se hace pasar por una presentadora que contrata su servicios como guardaespaldas. Mientras los intentan matar, la cadena televisiva va filmando todo lo sucedido y lo emite por televisión. Gracias a ello, Umibōzu se da cuenta de quien está detrás de todo y ayuda a Ryo.
Tras abandonar Ryo a Kaori, para que esta no pudiera ser herida, ella decide ir a al cadena televisiva para hablar con el presidente. Una vez allí, es tomada como rehén. Cuando Miki se lo cuenta a Ryo, este va directamente en busca de Kaori, pero en el transcurso, Jack puso pistoleros. Tras derrotar a todos, Ryo se enfrenta en un duelo Jack Knife en el plató Z, que contiene una recreación de Shinjuku.

## Personajes
| Personaje                     | Japonés                      | Español                   |
| ----------------------------- | ---------------------------- | ------------------------- |
| Ryo Saeba                     | Akira Kamiya                 | Pablo Del Hoyo            |
| Kaori Makimura                | Kazue Ikura                  | Adelaida López            |
| Umibozu                       | Tesshō Genda                 | Antonio Esquivias         |
| Miki                          | Mami Koyama                  | Alicia Sáinz de la Maza   |
| Saeko Nogami                  | Yōko Asagami                 | Marisa Marco              |
| Sayuri Claudia                | Minami Takayama              | Chelo Vivares             |
| Sayaka Asagiri                | Minami Takayama              | Chelo Vivares             |
| Jack Douglas                  | Yūji Takada                  | Juan Antonio García Sáinz |
| Comisionado Nogami            | Kinryū Arimoto               |                           |
| Mad Dog                       | Toshiyuki Morikawa           |                           |
| Erika                         | Akio Nojima                  |                           |
| Propietario Ayanokoji         | Keisuke Ihara                |                           |
| Propietario del stand de Oden | Wataru Takagi                |                           |
| Hombre                        | Hiroshi Naka                 |                           |
| Ichiro Kurokawa               | Kōichi Tōchika               |                           |
| Policía                       | Isshin Chiba                 |                           |
| Guardia de seguridad          | Toshihiko Nakajima           |                           |
| Abuela de sentō               | Rin Mizuhara                 |                           |
| Chica de secundaria           | Yukari Tamura                |                           |
| Chica                         | Yukiko Iwai                  |                           |
| Locutor masculino A           | Seizō Makino (Yomiuri TV)    |                           |
| Locutor femenino A            | Noriko Wakihama (Yomiuri TV) |                           |
| Locutor masculino B           | Hironori Machida (Nippon TV) |                           |
| Locutor femenino B            | Kaori Kōmoto (Nippon TV)     |                           |